# Aditya Putra Dewa
Aditya Putra Dewa (sinh ra ở Indonesia, 11 tháng 6 năm 1990) là một cầu thủ bóng đá người Indonesia hiện tại thi đấu cho PSM Makassar ở Indonesia Super League ở vị trí tiền vệ. Anh có màn ra mắt cho Indonesia ở Vòng loại giải vô địch bóng đá thế giới 2014 trước Bahrain ngày 29 tháng 2 năm 2012.

## Danh hiệu
PSM Makassar U-21
- Vua phá lưới Indonesia Super League U-21: 2008-09